# Brahman Brothers
Brahman Brothers es un tag team de lucha libre profesional compuesto por los hermanos gemelos Hide "Shu" Sato y Megumi "Kei" Sato, ambos aprendices de Último Dragón Gym. 
Con una amplia carrera en varias empresas independientes de Japón, tales como Michinoku Pro Wrestling y Big Japan Pro Wrestling, el dúo es reconocido como uno de los principales equipos de lucha libre de ese país, siendo una de las parejas que más títulos ha conseguido a lo largo de su actividad.

## Historia

### Toryumon (2001-2004)
Kei y Shu debutaron en Toryumon Mexico el 2 de diciembre de 2001 como Syachihoko Machine 3 y Syachihoko Machine 4, dos aliados de Syachihoko Machine 1 & Syachihoko Machine 2. Como personajes de comedia enmascarados, Kei y Shu no lograron mucho éxito, a pesar de aparecer también en Toryumon 2000 Project, y perdieron sus gimmicks al enfrentarse a 1 & 2 en un Mask vs Mask Tag Team Match.
Ahora bajo los nombres de Kei Sato y Shu Sato, los hermanos se unieron al idol Taiji Ishimori para formar Sailor Boys, un grupo con el gimmick de una boy band de pop. Vestidos de marineros e interpretando canciones tras los combates -llegando incluso a lanzar un sencillo llamado "Keep on Journey"-, Sailor Boys fueron desplazados a Toryumon X, donde se convirtieron en una de las tres facciones principales, enfrentado principalmente con Los Salseros Japoneses (Takeshi Minamino, Pineapple Hanai & Mango Fukuda). Kei y Shu contaban con la ventaja de ser gemelos, ya que si uno de los dos intervenía en una lucha, al árbitro se le hacía imposible saber cuál de ellos era el competidor legal, y por ello eran contados como un solo luchador; esto les daba siempre una superioridad numérica frente a sus rivales. Participaron en la Yamaha Cup Tag Tournament 2004, pero fueron derrotados por Mini Crazy MAX (Mini CIMA & SUWAcito) en la lucha final del torneo gracias a las tácticas heels de MCMAX.

### HUSTLE (2004-2006)
En 2004, los hermanos Sato debutaron en HUSTLE como miembros del stable heel Takada Monster Army bajo el nombre de Neo Devil Pierroth #1 & Neo Devil Pierroth #2, presentándose como dos pierrots malvados. Trabajando siempre como oponentes de HUSTLE Kamen Rangers (HUSTLE Kamen Red, HUSTLE Kamen Blue & HUSTLE Kamen Yellow), Kei y Shu interpretaron muchos más gimmicks.

### Michinoku Pro Wrestling (2004-2010)

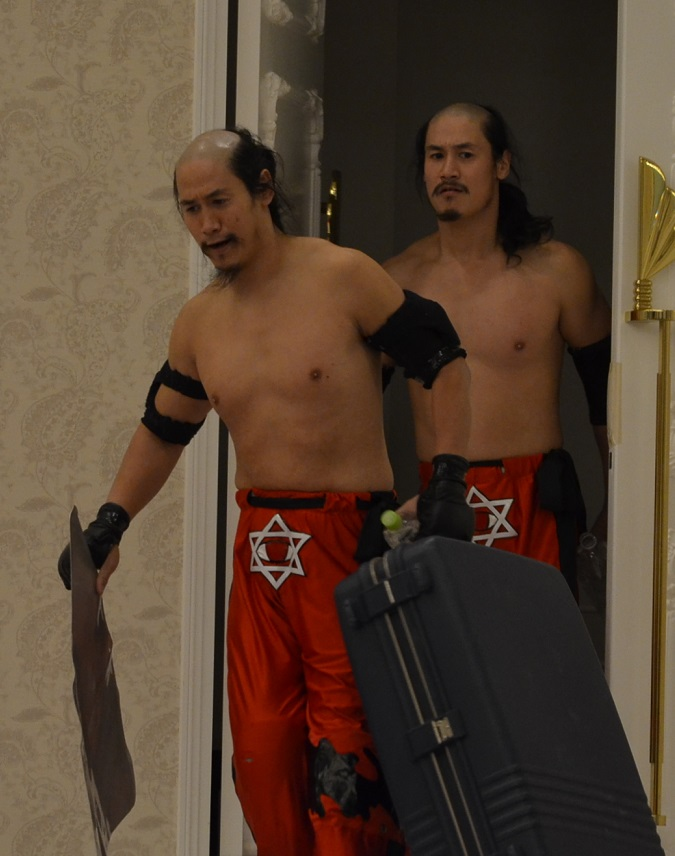
Los Brahman Brothers como miembros de Asura.

Kei y Shu debutaron en Michinoku Pro Wrestling en 2004 bajo la misma imagen usada en Sailor Boys, participando sin mucho éxito en la Futaritabi Tag Team League 2004. No mucho después, Kei y Shu entraron en un feudo con Kesen Numajiro, un luchador aliado con Los Salseros Japoneses (Takeshi Minamino, Pineapple Hanai & Mango Fukuda), y compitieron contra él en un combate por equipos en el que el perdedor debería dejar de interpretar su música en su entrada; Kei y Shu perdieron, siendo obligados a abandonar "Keep in Journey". Más tarde, los Sato se revelaron como aliados de Shanao, formando parte los tres de una coalición de luchadores face de la empresa liderada por The Great Sasuke que incluía también a Jinsei Shinzaki y Shinjitsu Nohashi, entre otros, para enfrentarse a Los Salseros Japoneses. Sasuke mismo se ofreció a formar con Kei y Shu un nuevo grupo llamado "NEW Sailor Boys", pero fue rechazado debido a su excesivamente mala voz. Shu y Kei participaron en el Futaritabi Tag Team Tournament 2005, pero fueron eliminados por Shanao & Kagetora. El dúo pasó el resto del año luchando en combates por parejas, hasta que en verano se estipuló un combate por el UWA World Trios Championship contra Los Salseros Japoneses. Se suponía que Taiji Ishimori aparecería como el líder de Sailor Boys que era, pero no fue así: en su lugar, Kei y Shu trajeron a Takuya Sugawara, un heel de Pro Wrestling ZERO1, para luchar con ellos. Sugawara acabó causando una descalificación y su equipo perdió la lucha, pero los hermanos y él no cesaron el ataque y desencadenaron una paliza sobre sus oponentes, con Kei y Shu declarándose heels tras ello. Con este cambio, Kei y Shu cambiaron su estilo de lucha a uno menos técnico y más violento, usando palos de kendo y otras armas durante sus luchas, y comenzando a vestir atuendos militares. Semanas después de todo, los hermanos se convirtieron en secuaces de Kagetora, y se unieron a él en su grupo STONED. En abril, se enfrentaron a Makoto Oishi & Shiori Asahi por los Campeonatos en Parejas, pero perdieron; sin embargo, un mes más tarde, Kei & Shu les derrotaron y consiguieron los títulos. Kei y Shu conservaron los campeonatos poco tiempo, ya que los perdieron poco después en Osaka Pro Wrestling contra Flash Moon & Tigers Mask pero, de nuevo en un combate de revancha, los Satos recuperaron sus títulos. También, en octubre, compitieron en el Futaritabi Tag Team Tournament 2006, logrando la victoria al derrotar a Ken45º & Banana Senga.
Tras el cierre de Pro Wrestling El Dorado, Kei y Shu volvieron a MPW, después de finalizar el grupo Hell Demons. El 27 de abril de 2007, el dúo perdió los títulos contra KAGETORA & Rasse, pero los volvería a ganar contra los siguientes campeones, The Great Sasuke & Yoshitsune, en lo que sería uno de sus mayores triunfos, convirtiéndose en el equipo con más reinados en su haber.

### Dragondoor (2006)
Los Satos y STONED al completo aparecieron en la promoción Dragondoor en 2005, atacando a la facción face de Taiji Ishimori, Kota Ibushi, Little Dragon & Milanito Collection a.t. durante sus combates. En su aparición, los hermanos aparecieron disfrazados como Syachihoko Machine 3 & Syachihoko Machine 4, revelando sus auténticas identidades antes de la lucha y rompiendo un CD de "Keep in Journey" de sus tiempos en Toryumon para burlarse de Ishimori, su antiguo líder. Sin embargo, la presencia de STONED en Dragondoor, donde el grupo de Taiji y Aagan Iisou eran el tema principal, no fue muy importante, y no realizaron apariciones significativas.

### Pro Wrestling El Dorado (2006-2008)
Tras el cierre de Dragondoor, Kei, Shu y el resto del grupo comenzaron a aparecer en Pro Wrestling El Dorado, siguiente encarnación de la empresa. En ella, STONED entró en un feudo con otra gran facción, llamada Aagan lisou, dirigida por Shuji Kondo, con ambos grupos compitiendo por la lealtad de Takuya Sugawara, quien había estado en las dos agrupaciones. Sugawara acabó uniéndose a STONED, pero al poco tiempo se volvió contra KAGETORA y le arrebató el control del grupo, renombrándolo como Hell Demons. Los hermanos Sato sufrieron también una transfomación, rapando parcialmente sus cabezas después de haber perdido un combate donde se estipulaba esto y cambiando sus nombres a Brahman Brothers, ya que su nuevo peinado era similar a los de los brahmanes de la India. Además incorporoaron vestimentas similares a las del Ku Klux Klan y la costumbre de mascar masa de caramelo y derramarla de sus bocas simulando ser zombis, así como frotándola contra la cara del oponente durante los combates a modo de burla.
Brahman Brothers y Sugawara consiguieron ganar el UWA World Trios Championship, pero por poco tiempo. Tras perderlo, los Satos expulsaron a Sugawara del grupo y tomaron el liderazgo, ganando también el UWA World Tag Team Championship contra Speed of Sounds (Tsutomu Oosugi & Hercules Senga), pero lo perdieron contra ellos poco después. Al cabo del tiempo, El Dorado cerró.

### Big Japan Pro Wrestling (2008-presente)
En noviembre de 2008, Kei y Shu comenzaron a hacer apariciones en Big Japan Pro Wrestling. Tras un largo período sin aparecer, el dúo volvió en verano de 2010, compitiendo sobre todo en hardcore matches. En uno de ellos, celebrado el 30 de enero de 2011, los hermanos consiguieron los Campeonatos en Parejas de BJW tras derrotar a Jaki Numazawa & Jun Kasai, pero los perdieron contra ellos la siguiente semana.

### Kaientai Dojo (2009-2010)
El 6 de abril de 2009, Brahman Brothers aparecieron en Kaientai Dojo para derrotar a Hardcore Kid Kojiro & YOSHIYA y ganar los Campeonatos en Parejas de la WEW. El 17 de marzo de 2010, Kei & Shu fueron derrotados por Omega (Saburo Inematsu & Yuji Hino), perdiendo los títulos.

## En lucha
- Movimientos finales
  - Murder Ride Show[2] (Combinación de diving leg drop de Kei y diving splash de Shu)
  - Syachihoko Clutch[2] (Combinación de crucifix pin de Shu y jackknife pin de Kei)
  - Double Muscle[2] (Double inverted facelock front powerslam) - 2003-2004

- Movimientos de firma
  - Combinación de camel clutch de Kei y running low-angle dropkick de Shu
  - Combinación de stunner de Kei y sunset flip de Shu
  - Combinación de big boot de Shu y bridging leg hook belly to back suplex
  - Double springboard dropkick a un oponente sentado en el rincón
  - Double diving double foot stomp desde el mismo turnbuckle
  - Double wrist-lock a un oponente agachado seguido de double spinning roundhouse kick a la cara y nuca del oponente
  - Double snapmare seguido de múltiples elbow drops y finalizado con double elbow drop
  - Double Irish whip seguido de double hip toss y finalizado con double dropkick y/o assisted standing moonsault
  - Double Irish whip seguido de double front kick, double roundhouse kick al torso y la espalda del oponente y double jumping enzuigiri desde diferentes direcciones
  - Double enzuigiri a un oponente cargando
  - Double running low-angle dropkick a un oponente en posición Tree of Woe
  - Standing spinebuster seguido de assisted leg drop
  - Grounded spinning legsweep de Shu seguido de combinación de ground kick de Shu y sole kick de Kei a la nuca del oponente
  - Stunner de Shu seguido de running low-angle dropkick de Kei
  - Inverted atomic drop de Shu seguido de springboard crossbody de Kei
  - Corner backflip dropkick de Kei seguido de springboard axe kick de Shu
  - Aided superplex

- Apodos
  - "Akugyaku Mudo" (悪逆無道 Akugyaku Mudō?, Los Traidores)

## Campeonatos y logros
- Big Japan Pro Wrestling
  - BJW Tag Team Championship (1 vez)
  - 1Day Tag Tournament (2013)

- FREEDOMS
  - WEW Hardcore Tag Team Championship (1 vez)

- Kaientai Dojo
  - WEW Hardcore Tag Team Championship (1 vez)

- Michinoku Pro Wrestling
  - MPW Tohoku Tag Team Championship (5 veces) - Kei & Shu (4) y Kei & The Great Sasuke (1, actual)
  - Futaritabi Tag Team Tournament (2006)
  - Futaritabi Tag Team Tournament (2011)

- Pro Wrestling El Dorado
  - UWA World Tag Team Championship (1 vez)
  - UWA World Trios Championship (2 veces) - con Maguro Ooma (1) y Takuya Sugawara (1)